# Mgławica dwubiegunowa

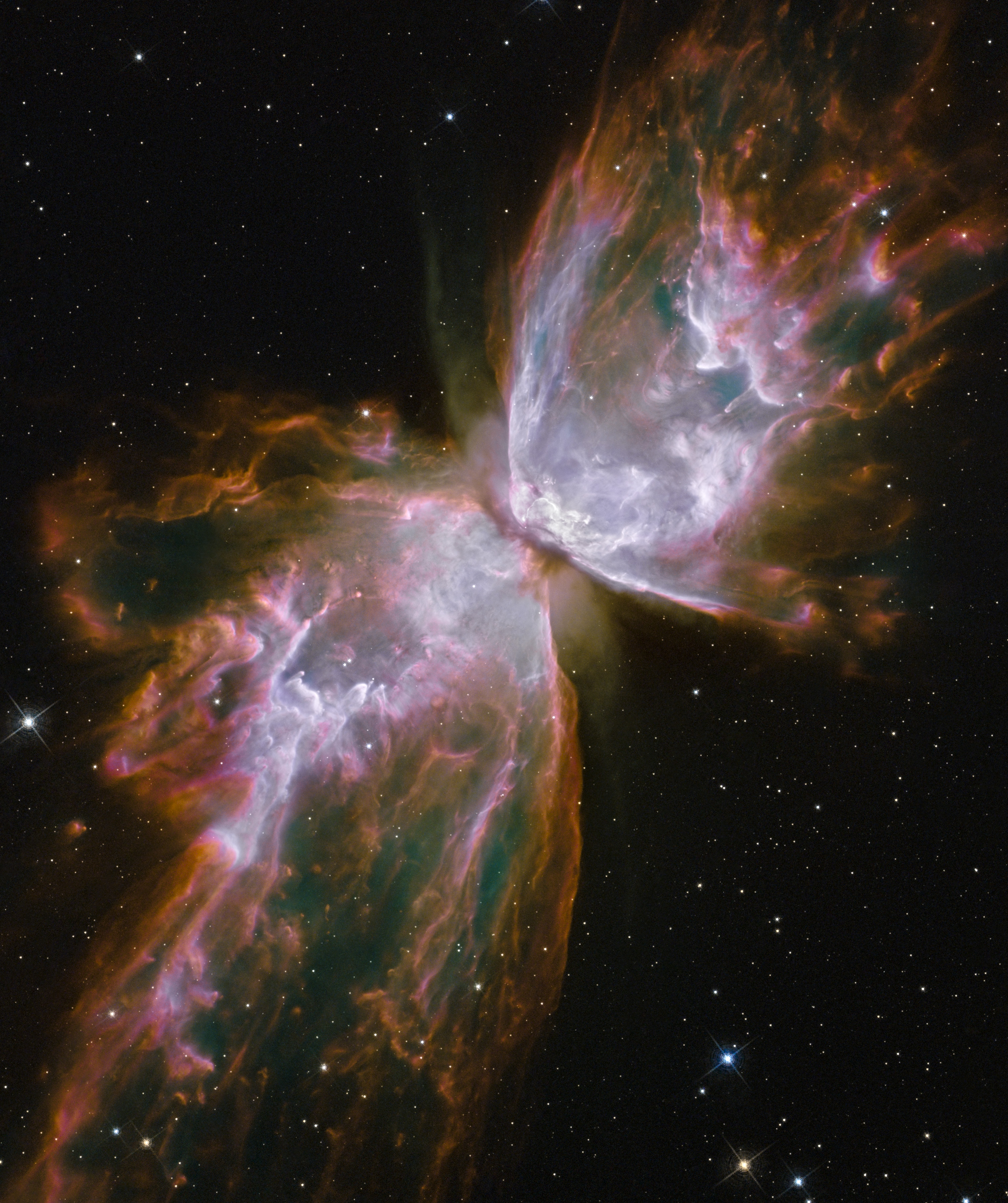
Mgławica NGC 6302

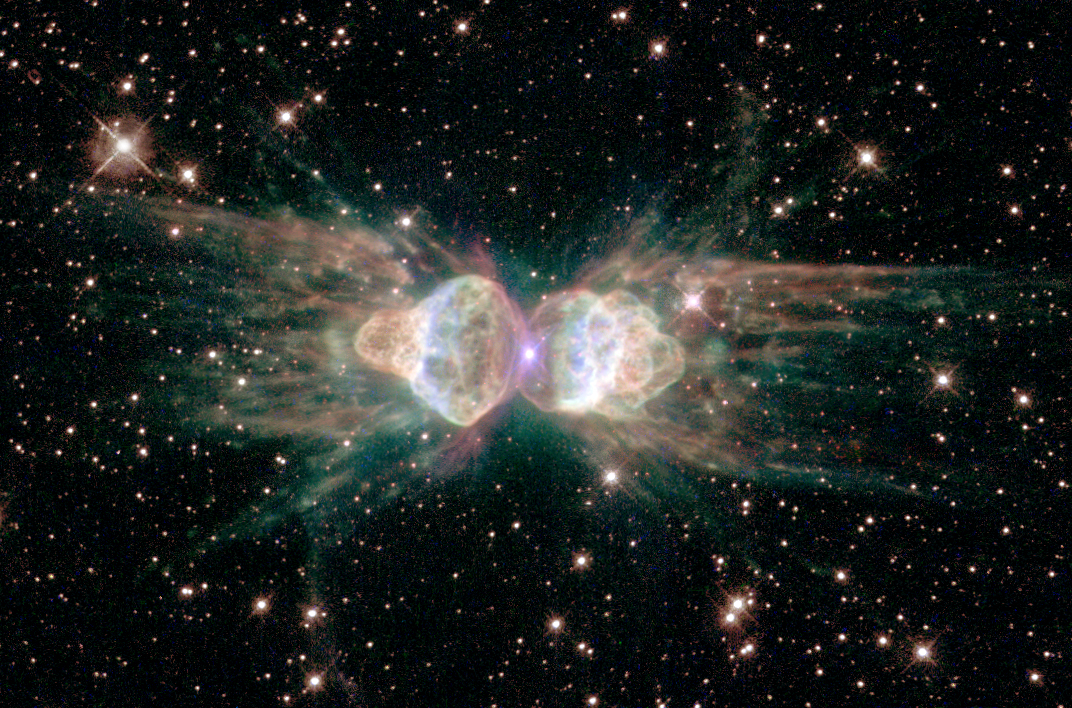
Mgławica Mrówka

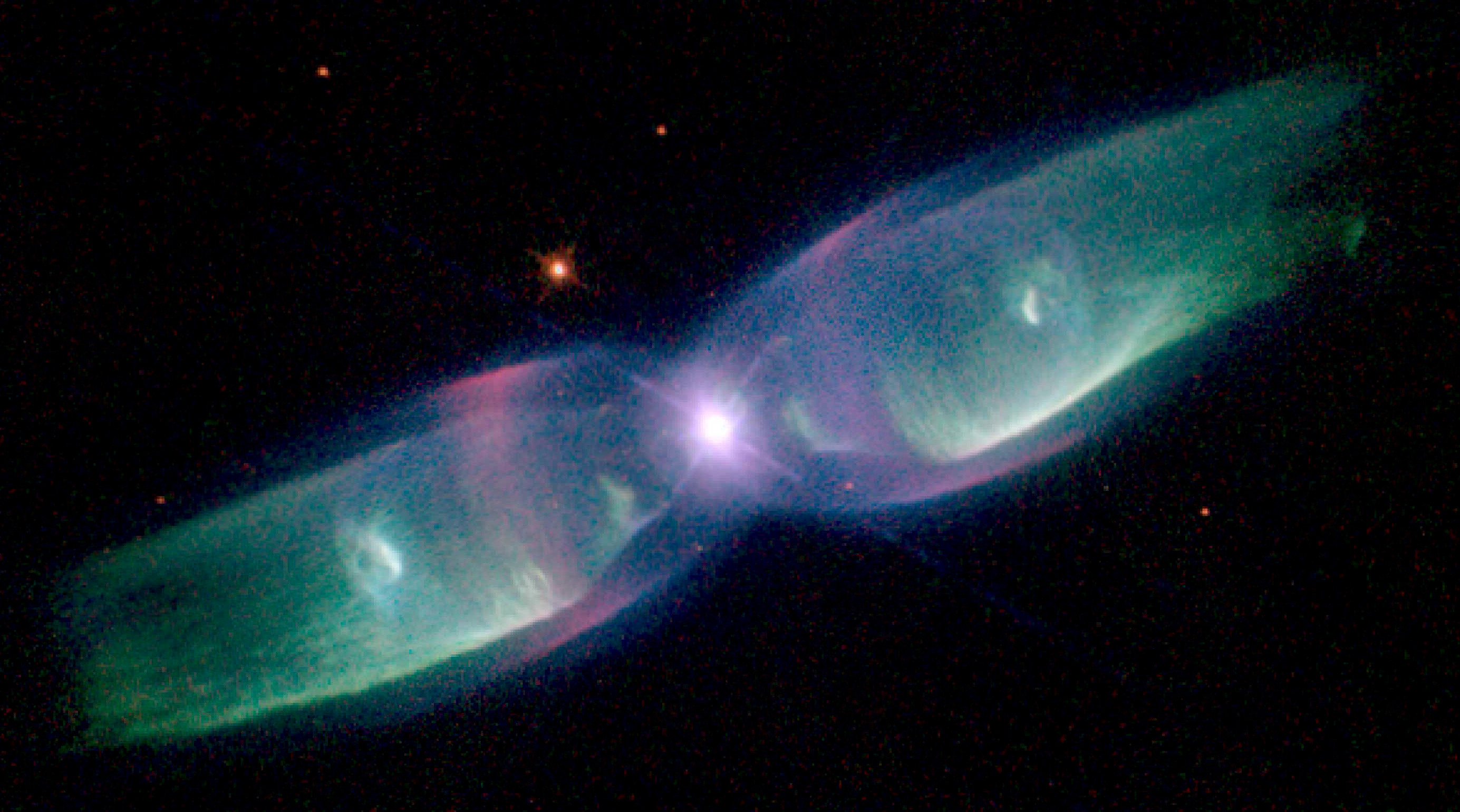
Mgławica Minkowski 2-9

Mgławica dwubiegunowa – mgławica charakteryzująca się parą symetrycznych płatów. Takie cechy posiada wiele mgławic planetarnych, choć nie wszystkie.
Mgławice dwubiegunowe mogą mieć kształty przypominające klepsydrę lub skrzydła motyla (w rzucie na sferę niebieską, jako że cała struktura jest trójwymiarowa). Najprawdopodobniej powstają wskutek działalności dżetów wyrzucających materię z układu podwójnego prostopadle do orbit składników. Na ukształtowanie mgławicy potencjalnie może mieć także wpływ układ planetarny umierającej gwiazdy. Jako że kierunki obrotu gwiazd i układów gwiezdnych w Galaktyce są zasadniczo losowe, orientacja mgławic planetarnych obserwowanych w otoczeniu Słońca także jest losowa. Jednak obserwacje mgławic dwubiegunowych w centralnym zgrubieniu galaktycznym wskazują, że długie osie tych struktur układają się w płaszczyźnie dysku galaktycznego. Jeżeli wynik ten potwierdzą badania większej próby mgławic dwubiegunowych, będzie z niego wynikało, że na ich kształtowanie ma wpływ także czynnik zewnętrzny – w tym przypadku silne pole magnetyczne, które mogło istnieć w czasie formowania się zgrubienia centralnego.